# Menomonee Falls (Wisconsin)
Menomonee Falls es una villa ubicada en el condado de Waukesha en el estado estadounidense de Wisconsin. En el Censo de 2010 tenía una población de 35.626 habitantes y una densidad poblacional de 412,98 personas por km².

## Geografía
Menomonee Falls se encuentra ubicada en las coordenadas 43°9′34″N 88°7′18″O / 43.15944, -88.12167. Según la Oficina del Censo de los Estados Unidos, Menomonee Falls tiene una superficie total de 86.26 km², de la cual 85.26 km² corresponden a tierra firme y (1.17%) 1.01 km² es agua.

## Demografía
Según el censo de 2010, había 35626 personas residiendo en Menomonee Falls. La densidad de población era de 412,98 hab./km². De los 35626 habitantes, Menomonee Falls estaba compuesto por el 91.58% blancos, el 2.98% eran afroamericanos, el 0.21% eran amerindios, el 3.51% eran asiáticos, el 0.01% eran isleños del Pacífico, el 0.37% eran de otras razas y el 1.34% pertenecían a dos o más razas. Del total de la población el 1.96% eran hispanos o latinos de cualquier raza.